# Uranocen
Uranocen U(C8H8)2 ist die bekannteste Verbindung des Cyclooctatetraen mit einem f-Element und war eine der ersten Organo-Uran-Verbindungen. Zur Verbindungsklasse der Metallocene zählen manche Lehrbücher auch das Uranocen, obwohl es sich hierbei um einen Bis(cyclooctatetraenyl)-Komplex des Urans handelt. Uranocen zählt zu den Actinocenen, einer Gruppe von Metallocenen, die die Elemente der Actinoide enthalten. Es ist das bislang am besten untersuchte Bis[8]Annulen-Metallsystem.

## Darstellung
Uranocen wurde erstmals durch Reaktion von Urantetrachlorid und Dikalium-Cyclooctatetraen hergestellt:

## Eigenschaften

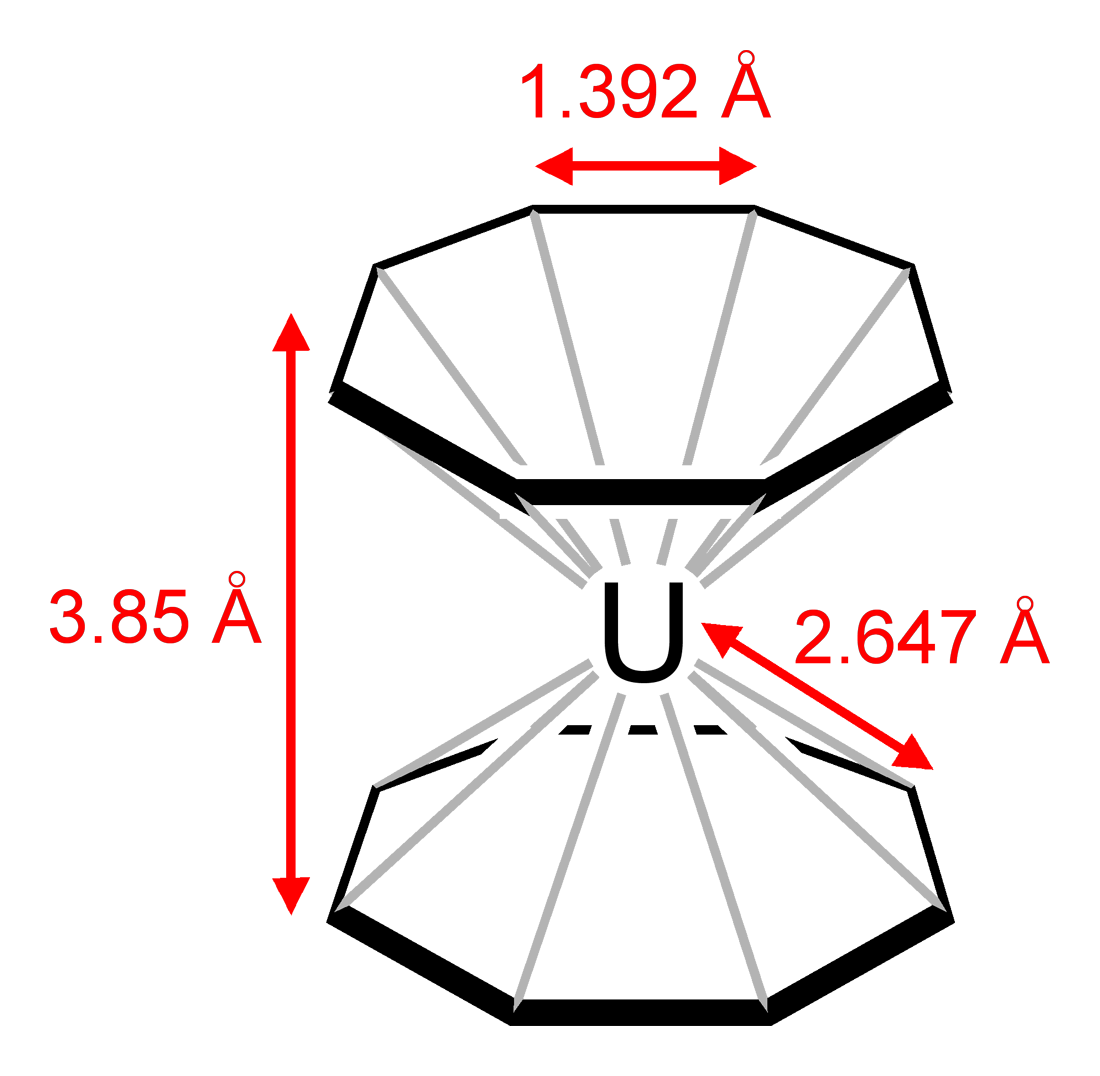
Bindungslängen im Uranocen

Uranocen ist paramagnetisch, pyrophor und beständig gegenüber Hydrolyse. Die η8-Cyclooctatetraenylgruppen sind planar, wie es für einen Ring mit 10 π-Elektronen zu erwarten ist. Sie bilden einen Sandwichkomplex mit dem Uranatom im Zentrum. Im festen Zustand liegen die Ringe ekliptisch zueinander, mit einer D8h-Symmetrie. In Lösung rotieren die Ringe, da die Energiebarriere nur gering ist.
Die Beschaffenheit der Uran-Cyclooctatetraenyl-Bindung ist Gegenstand weiterer Untersuchungen und Debatten. Durch Photoelektronenspektroskopie konnte gezeigt werden, dass die Bindung im Uranocen die 5f- und 6d-Orbitale mitbenutzt.

## Ähnliche Verbindungen
Ähnliche Verbindungen der Form M(C8H8)2 sind bekannt für M = (Nd, Tb, Yb sowie Th, Pa, Np und Pu). Weiterhin zählt man dazu auch das an der Luft stabile Derivat U(C8H4Ph4)2 und das Cycloheptatrienylion [U(C7H7)2]−.